# Schnatterinchen (Gerät)
Schnatterinchen (eigentlich Gerät 2028, später Gerät 32028, auch genannt Niederfrequenz-Umsetzer, kurz NFU) war der Deckname eines analogen Sprachgenerators, der um 1964 in der Deutschen Demokratischen Republik (DDR) entwickelt worden war. Das Gerät diente dem Ministerium für Staatssicherheit (Stasi) zur Übermittlung von geheimen Sprachnachrichten über Kurzwellen.

## Hintergrund
In den 1960er-Jahren und danach gab es weltweit Zahlensender, die seltsame Hörfunksendungen im Kurzwellenrundfunk ausstrahlten. Hier wurden rätselhafte Zahlenkolonnen genannt, die häufig in Fünfergruppen angeordnet waren. Sie wurden fast immer von einer weiblichen Stimme monoton vorgelesen. Die Sprecherin, die die Wörter sprach, erhielt von westlichen Geheimdiensten den Spitznamen „Magdeburg Annie“. Fälschlicherweise nahm man an, der Sender Radio Magdeburg wäre die Quelle. Tatsächlich war es die ehemalige Sendestelle Zeesen bei Königs Wusterhausen, genannt „Funkobjekt Kesselberg“ (Lage).
Bei den Sendungen handelte es sich um verschlüsselte Nachrichten, die für Agenten oder Spione im Ausland bestimmt waren. Diese konnten sich an einem beliebigen Ort aufhalten und die Sendungen mit einem handelsüblichen gewöhnlichen Radio empfangen. Die Informationen wurden zumeist mithilfe des kryptographisch sicheren One-Time-Pad-Verfahrens (OTP) verschlüsselt.
Bei der Hauptverwaltung Aufklärung (HV A) der DDR wurden diese Zahlen bis in die Mitte der 1960er-Jahre von Sprecherinnen in einem Studio auf Tonband aufgezeichnet und zur vereinbarten Sendezeit abgespielt. Diese Methode war arbeits- und personalintensiv sowie fehleranfällig. Daher suchte man nach Möglichkeiten, dies zu automatisieren. Ergebnis war im Jahr 1965 das Schnatterinchen.

## Aufbau

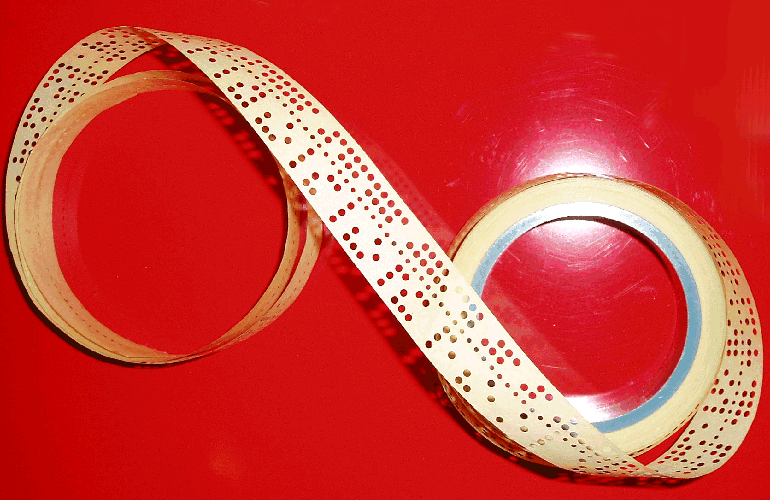
Gewöhnlicher Lochstreifen, mit dem Schnatterinchen gesteuert werden konnte

Das Gerät bestand aus einer rotierenden Trommel mit 13 Scheiben, von denen jede an ihrem Umfang ein Stück Magnettonband enthielt (siehe auch: Foto unter Weblinks). Darauf war ein gesprochenes Wort für eine der Ziffern (0–9) oder ein anderes Zeichen gespeichert, wie „Achtung“, „Trennung“ oder „Ende“.
Gesteuert wurde die Anordnung durch einen Lochstreifenleser, der die Zahlenkolonnen im Baudot-Code erhielt. Der Lochstreifen war mithilfe eines handelsüblichen Fernschreibers erzeugt worden. Auf diese Weise konnten Lese- oder Sprechfehler zuverlässig vermieden werden.

## Nachfolgemodell

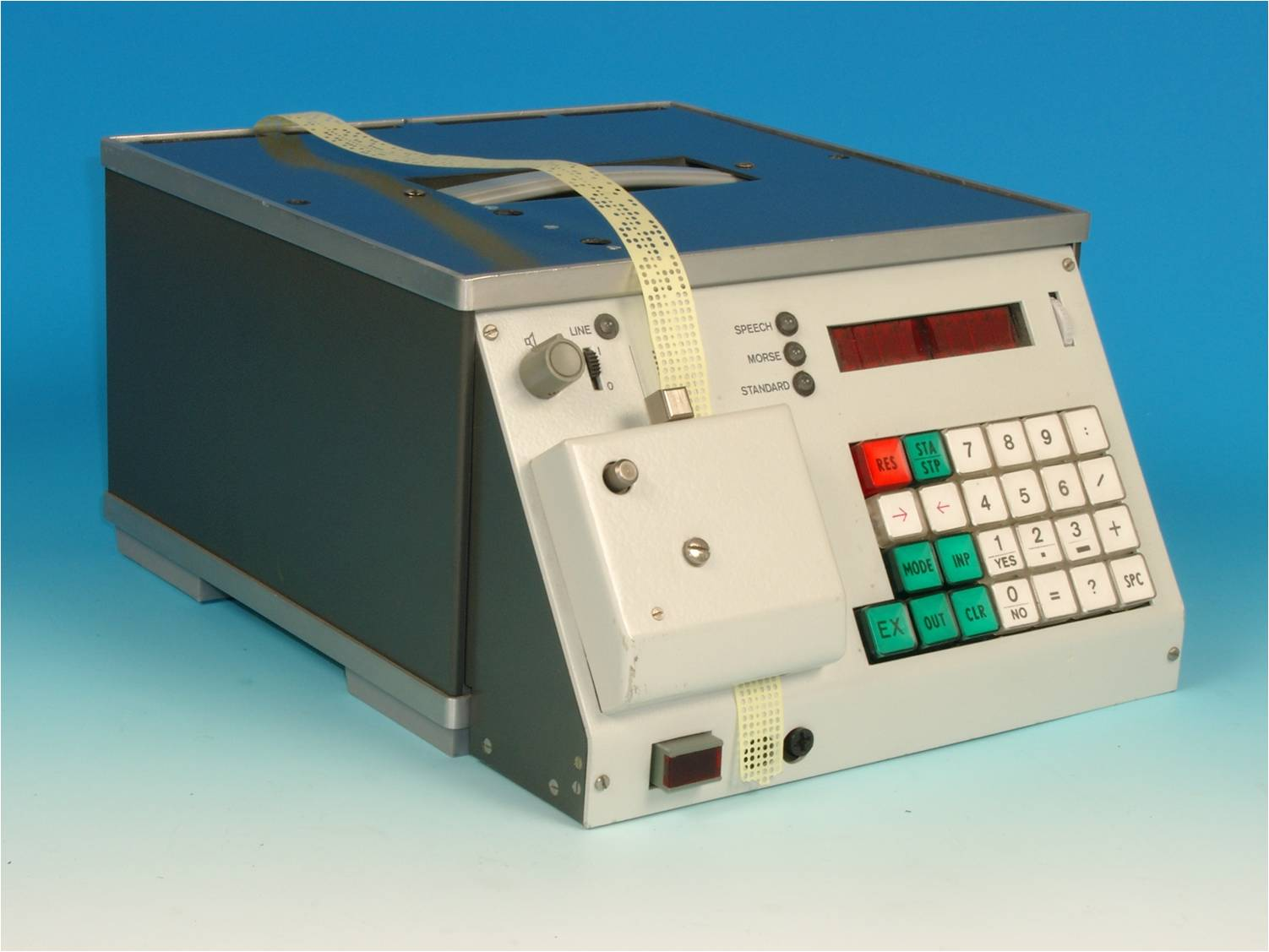
Gerät 32620 löste Schnatterinchen ab

Um 1984 wurde Schnatterinchen durch das digitale Gerät 32620 abgelöst, Deckname „Eiserne Frau“ oder schlicht „Stimme“. Hierbei war dieselbe weibliche Stimme, die zuvor auf den kurzen Magnetstreifen gespeichert war, in einem EPROM abgelegt worden (siehe auch: Porträtfoto und höre auch: Sprachaufnahme unter Weblinks).
Selbst im 21. Jahrhundert kann man genau diese Stimme noch immer hören: Zahlensendungen wurden am 24. April 2014 um 19:30 UTC und am 14. November 2019 um 18:30 UTC aufgezeichnet.

## Beispielsendung
Die hier als Beispiel verfügbare Audiodatei einer mit Schnatterinchen gesendeten Nachricht besteht in den ersten vier Minuten nur aus der vielfachen Wiederholung der Senderkennung „947“. Dies gibt dem Agenten Zeit, sein Radio auf diesen Sender einzustellen und sich zu vergewissern, dass er die richtige Station hört. Danach wiederholt Schnatterinchen jede Zahlengruppe – egal ob zwei-, drei- oder fünfstellig – stets ein Mal.
Es beginnt mit dem Sendungskopf und der Zahl „273“. Diese Zahl sollte dem Agenten bekannt sein, denn es ist seine eigene Agentennummer, die sich aus Sicherheitsgründen häufig änderte. So erkennt er, dass die Nachricht für ihn bestimmt ist. Nun folgt eine hier zweistellige Zahl „62“. Diese gibt unverschlüsselt an, wie viele Fünfergruppen im Folgenden zu erwarten sind.
Nun folgen tatsächlich 62 Fünfergruppen, als erste „64537“ und als letzte „76491“. Diese insgesamt 62 · 5 = 310 Ziffern stellen den eigentlichen Geheimtext dar.
Abschließend wird noch einmal die Agentennummer „273“ gesendet sowie die Gruppenanzahl „62“ wiederholt. Abgeschlossen wird alles durch die Gruppe „00000“, woran der Agent das korrekte Ende der Sendung erkennt.

## Codebeispiel

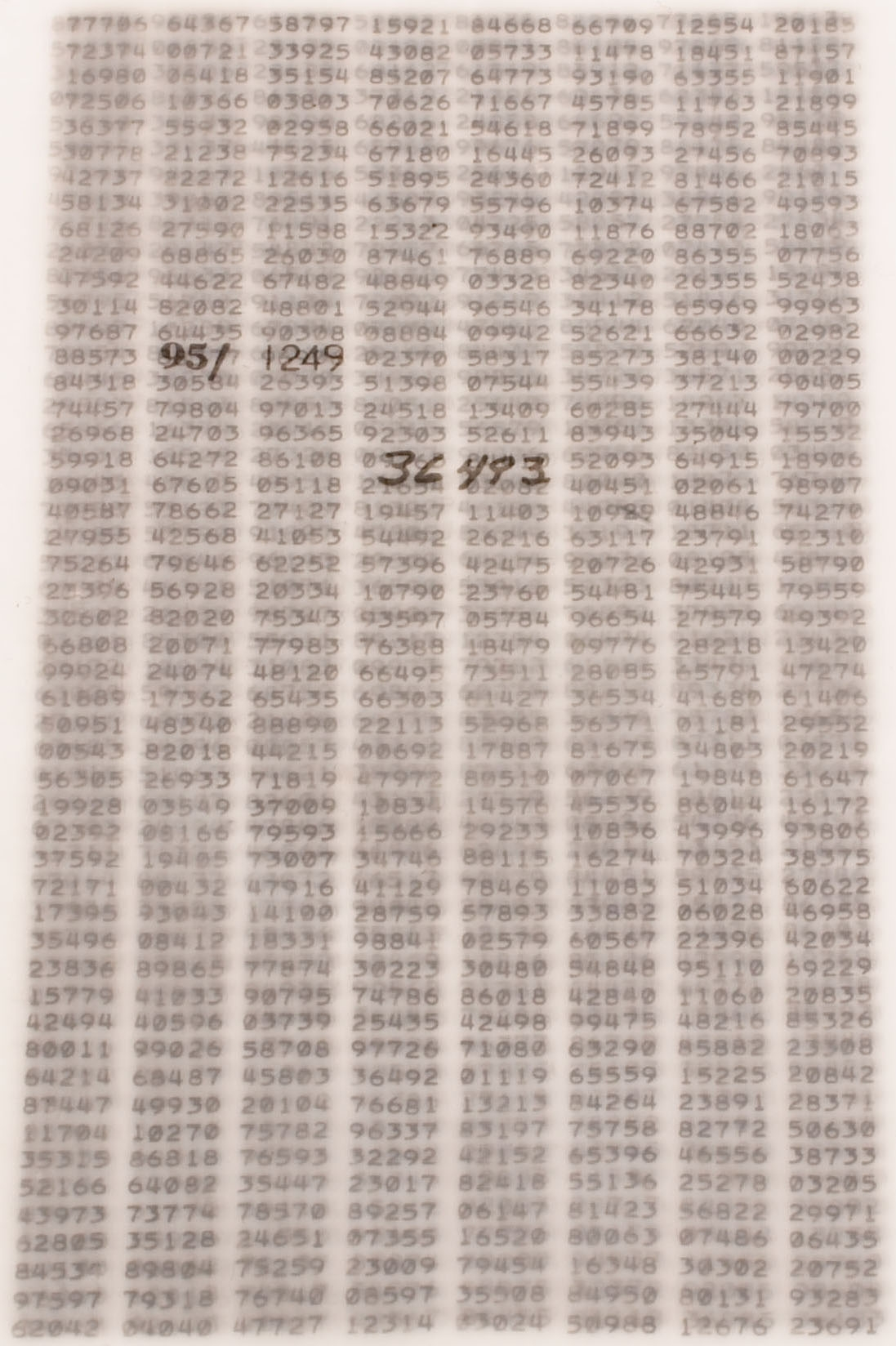
„Zahlenwurm“ hier auf einem OTP der CIA

Bereits während der 1920er-Jahre verwendete der diplomatische Dienst des Auswärtigen Amts (AA) das sogenannte Blockverfahren, eine kryptographisch sichere Methode, die auf dem OTP basierte. Auch die HVA entschied sich für diese Methode. Hierzu gab es einen „Zahlenwurm“ (Bild) und den „Blockschlüsselumsetzer“, eine Tabelle (unten), mit der die Buchstaben oder andere Zeichen des Klartextes in ein- oder zweistellige Zahlen umgewandelt werden konnten. Die Details der Tabelle sind unwichtig und sie muss auch nicht zwingend geheim gehalten werden. Zumeist verwendete man für häufige Buchstaben, wie E, N, I oder R, einstellige Zahlen und für seltene Buchstaben zweistellige. In etwa konnte sie wie folgt aussehen:
| A  | E  | I  | N  | R  | S  | (c) |    |    |     |
| 0  | 1  | 2  | 3  | 4  | 5  | 6   |    |    |     |
| Ä  | B  | C  | D  | F  | G  | H   | J  | K  | L   |
| 70 | 71 | 72 | 73 | 74 | 75 | 76  | 77 | 78 | 79  |
| M  | O  | Ö  | P  | Q  | ß  | T   | U  | Ü  | (z) |
| 80 | 81 | 82 | 83 | 84 | 85 | 86  | 87 | 88 | 89  |
| .  | =  | -  | :  | (  | V  | W   | X  | Y  | Z   |
| 90 | 91 | 92 | 93 | 94 | 95 | 96  | 97 | 98 | 99  |

Mithilfe dieser Tabelle wurde in der Zentrale der zu übermittelnde Text in eine Ziffernfolge umgewandelt. Jeder einzelnen Ziffer wurde anschließend eine Zufallszahl (0–9) ohne Übertrag hinzuaddiert. Diese zufälligen Additive („Zahlenwurm“) stellten den kryptologischen Schlüssel dar und sicherten die Unbrechbarkeit des Verfahrens, vorausgesetzt, sie blieben geheim. Der Zahlenwurm, beispielsweise „88120 80984 47909 21756 53527 47483“, war vorab mithilfe eines Zufallszahlengenerators (siehe auch: Key generator) erzeugt worden und existierte nur zwei Mal – zum einen auf einer Karteikarte in der Agentenzentrale und zum anderen auf einem winzigen Zettel, den der Agent sicher versteckt verwahrte.
Nach Empfang der Nachricht, beispielsweise „64537 27364 28374 34736 39291 27384“, verwendete dieser seinen Zettel, um als Erstes das Additiv ziffernweise (ohne Übertrag) abzuziehen, im Beispiel also:
```
  64537 27364 28374 34736 39291 27384
− 88120 80984 47909 21756 53527 47483
= 86417 47480 81475 13080 86774 80901
```

Nach diesem ersten und wichtigen Entschlüsselungsschritt verwendete er die obige Tabelle, um die nun erhaltene Zahlenkolonne in den Klartext umzuwandeln (86 → T, 4 → R, 1 → E und so weiter). Das Ergebnis ist hier:
```
TREFFMORGENAMTURM.E
```

## Namensursprung

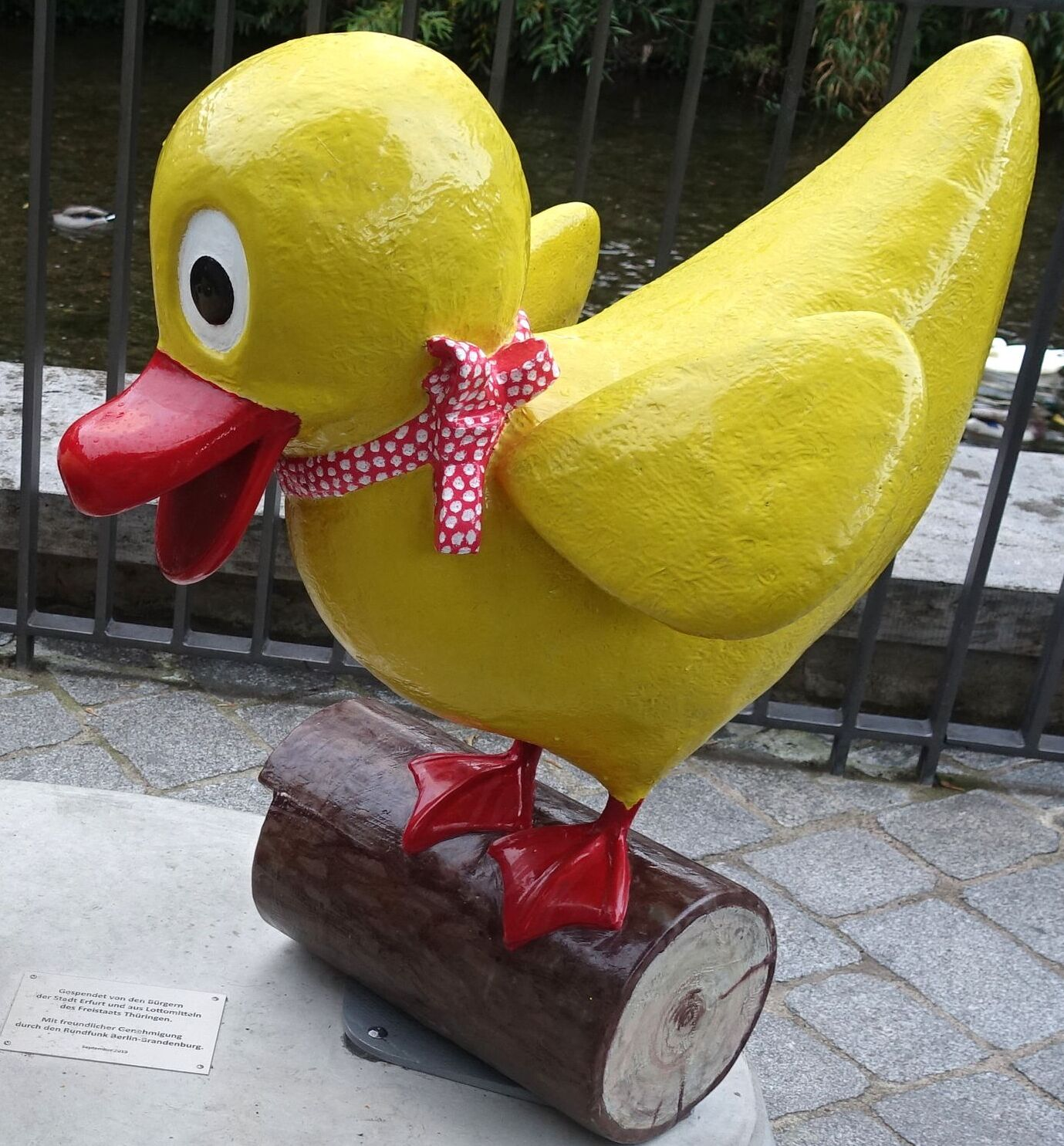
Nach „Schnatterinchen“, einer Figur aus dem DDR-Fernsehen (hier als Skulptur in Erfurt), erhielt das Gerät seinen Decknamen

Der Deckname für das Gerät stammt von einer Puppenfigur ab, der Ente „Schnatterinchen“. Diese trat ab 1959 mehrere Jahrzehnte lang im Deutschen Fernsehfunk (DFF), dem staatlichen DDR-Fernsehen, auf, später dort auch in den Kurzfilmen Pittiplatsch und Schnatterinchen im Abendgruß.
Der amtliche Name des Gerätemodells aus dem Jahr 1976 war nach Stasi-Unterlagen: „Telegrafie-NF-Analogumsetzer 2028‑3“, abgekürzt auch: „NFU“.